# Ų
Das Ų (kleingeschrieben ų) ist ein Buchstabe des lateinischen Schriftsystems. Er besteht aus einem U mit Ogonek. 
Der Buchstabe ist Teil des litauischen Alphabets, wo er ein langes U (IPA: uː) darstellt. Ähnlich wie andere Zeichen mit Ogonek stellte es ursprünglich einen nasalierten Laut dar. 
Ferner stellt der Buchstabe im Chiricahua und Mescalero ein nasaliertes U dar.

## Darstellung auf dem Computer
Unicode enthält das Ų an den Codepunkten U+0172 (Großbuchstabe) und U+0173 (Kleinbuchstabe).